# Vlastimil Šádek
Vlastimil Šádek (17. prosince 1893 Víceměřice – 5. března 1961 Praha) byl český a československý průmyslník a politik, za druhé republiky ministr průmyslu, obchodu a živností, později ministr průmyslu, obchodu a živností Protektorátu Čechy a Morava.

## Biografie
Působil jako tajemník Ústředního svazu československých průmyslníků v Praze. Publikoval práce v oboru národohospodářství. Byl rovněž tajemníkem Sdružení dřevoobrábějícího průmyslu v Republice československé a Sdružení československých továren na margarín. Bytem byl v Praze. K roku 1938 se uvádí jako generální tajemník Ústředního svazu československých průmyslníků.
Od 1. prosince 1938 zastával funkci československého ministra průmyslu, obchodu a živností v první vládě Rudolfa Berana. Patřil mezi blízké spolupracovníky Aloise Eliáše. 16. února 1939 ho Eliáš pozval na tajnou poradu v Unhošti u Prahy, na které se řešil problém rostoucího slovenského separatismu a byla nastíněna možnost ozbrojeného zásahu centrální vlády proti slovenským separatistům. Portfolio si udržel i v druhé vládě Rudolfa Berana a vládě Aloise Eliáše, nyní již jako ministr průmyslu, obchodu a živností Protektorátu Čechy a Morava. Na postu setrval do února 1940.